# Florence de Sardes
 (décembre 2023).
Pour les articles homonymes, voir Florence (homonymie).

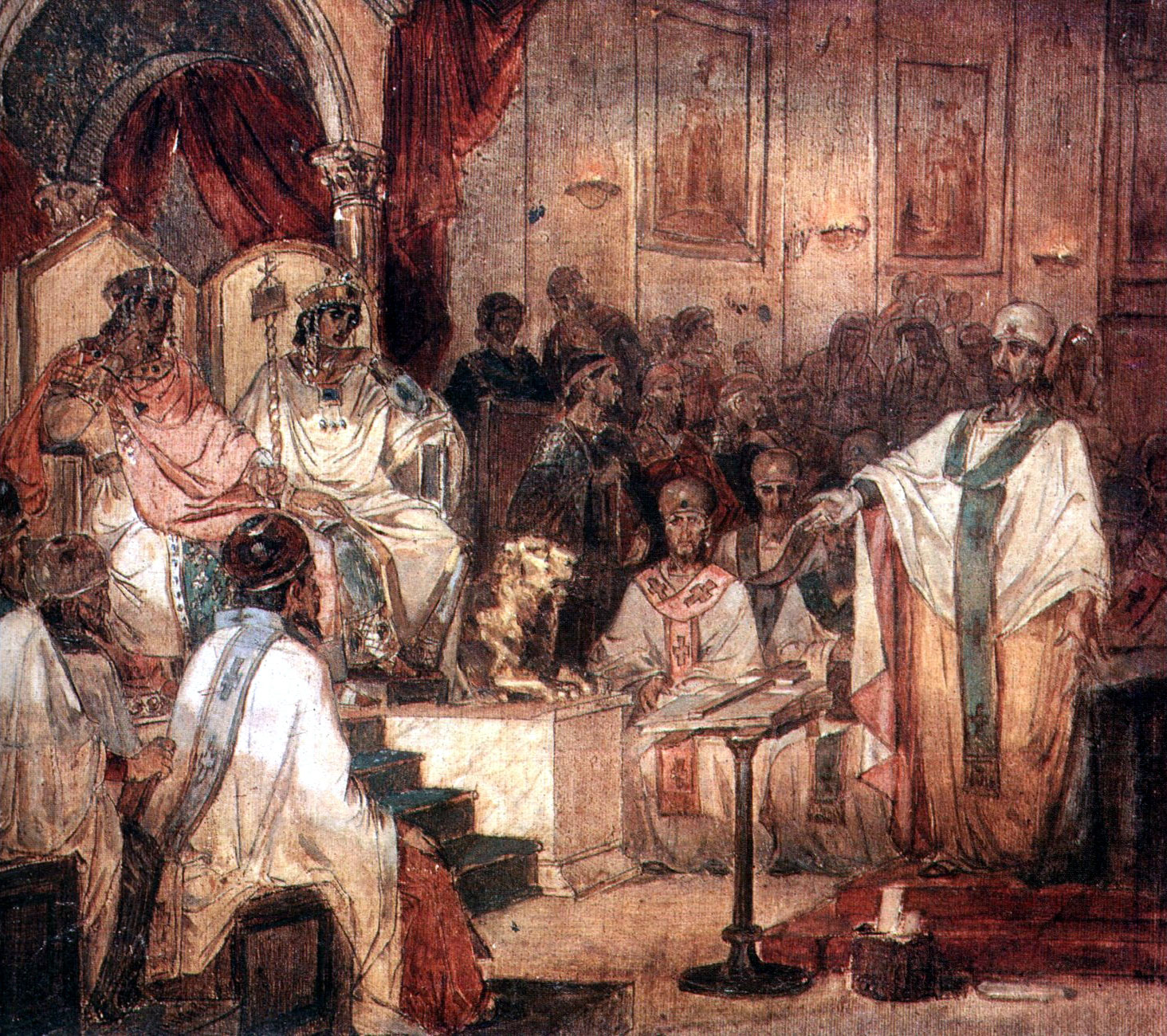
Le Voncile de Chalcédoine par Vassili Sourikov (1876).

Florence de Sardes est un évêque et théologien du Ve siècle dont le siège épiscopal est Sardes.
Il participe au concile de Chalcédoine en 451,, où il se distingue en fournissant des traductions improvisées de textes latins pour ses collègues grecs. À un moment particulièrement tendu lors du concile, il demande une suspension de séance. En outre, il fait partie des 22 délégués qui forment un sous-comité du concile chargé d'examiner et de formuler les déclarations pour le concile œcuménique. Dans la liste des évêques au concile, il figure en onzième position sur 305 évêques, entre Pierre de Corinthe et Eunome de Nicomédie.
Florence reçoit une lettre de Théodoret, qui l'encourage à s'opposer à l'hérésie et à soutenir ceux qui sont persécutés.